# Hélène Silvestri
Hélène Silvestri (Bassano del Grappa, 4 février 1839 - Venise, 12 mars 1907) est une religieuse italienne, fondatrice des Sœurs de Jésus Enfant et reconnue vénérable par l'Église catholique.

## Biographie
Elle naît à Bassano del Grappa le 4 février 1839. Elle passe sa jeunesse dans divers endroits de la région de la Vénétie en raison des lieux de travail de son père. De 11 à 16 ans, elle étudie au collège des Filles de Jésus à Vérone cultivant ses aptitudes artistiques et sa piété. La famille déménage à Venise où son père est appelé à exercer le rôle de conseiller de la cour d'appel. Par sa rencontre en 1872 avec le Père jésuite Sandri, animateur d'un mouvement catholique laïc, puis avec les Pères Bianchini et Carli, elle découvre la spiritualité ignatienne qu'elle reconnaît comme faisant partie intégrante de son propre charisme. 
Elle enseigne le catéchisme aux filles de la paroisse de la basilique Santa Maria Gloriosa dei Frari, rend visite aux malades et aide les pauvres. En 1880, les jésuites lui conseillent d'ouvrir un atelier de couture pour les filles pauvres de la ville ; ce qu'elle fait en 1881. L'idée grandit en elle de former un institut religieux placées sous la spiritualité ignacienne avec pour but l'enseignement du catéchisme et la préparation des filles à la première communion. Elle fonde les sœurs de Jésus Enfant le 4 mars 1884 à Venise, c'est dans cette ville qu'elle décède le 12 mars 1907. Elle est reconnue vénérable par Jean-Paul II le 20 décembre 1999.